# Atocion
Atocion Adans., 1763 è un genere di piante appartenente alla famiglia Caryophyllaceae.

## Tassonomia
Il genere comprende le seguenti specie:
- Atocion armeria (L.) Raf.
- Atocion compactum (Fisch. ex Hornem.) Tzvelev
- Atocion lerchenfeldianum (Baumg.) M.Popp
- Atocion reuterianum (Boiss. & C.I.Blanche) Frajman
- Atocion rupestre (L.) Oxelman
- Atocion scythicinum (Coode & Cullen) Frajman